# Rick Owens
Richard Saturnino Owens (18 de noviembre de 1962), más conocido como Rick Owens, es un diseñador de moda estadounidense de Porterville California. Criado en un pueblo agrícola al norte de Los Ángeles, fue educado bajo una estricta disciplina católica, se matriculó en Otis College of Art and Design en 1979 para estudiar pintura, pero abandonó después de dos años para aprender a hacer patronajes. Pasó cuatro años trabajando en varias firmas de imitación antes de ser contratado en 1988 como cortador de patrones para una compañía de ropa deportiva propiedad de Michele Lamy, con quien está actualmente casado. Rick Owens es abiertamente bisexual.

## Estilo
Sus creaciones sugieren rigor estético y una cierto aire distinguido pero informal, un estilo en desacuerdo con la estética predominante de su ciudad natal de Los Ángeles. El diseñador se ha forjado un nombre personal para definir su estilo: «Glunge». Es decir, una combinación de glamour-slash-grunge, la fusión de la elegancia y la despreocupación, una versión refinada del grunge y el deconstruccionismo belga no exento de guiños nostálgicos a la elegancia más clásica, bien representada en las pasarelas de moda de París. Siempre provocativo y retando los estilos convencionales, en su pase de moda para primavera 2013 sustituyó a las modelos de pasarela por un grupo de danza para presentar su colección fits-all-body types («se adapta a todo tipo de cuerpos»); en el desfile de otoño de 2015 todos los modelos masculinos mostraban sus penes públicamente.

## Premios
Owens ha recibido muchos premios en su larga trayectoria, destacando el premio Perry Ellis Award del Council of Fashion Designers of America(Consejo de Diseñadores de Moda de América, CFDA) al talento emergente (2002) y el premio Geoffrey Beene Lifetime Achievement Award (2017), el Premio Nacional de Diseño Cooper-Hewitt y el Premio a los Infractores de la Moda de Fashion Group International (2007). Se le conoce con el apodo de «El padrino de las chicas brutales» (Godfather of brutal chick) por su imagen de lujo básico, chaquetas de piel ligeras y paño diverso que usan habitualmente celebridades como Madonna, Courtney Love y Rihanna.